# 山姆·哈格雷夫
山姆·哈格雷夫（英語：Sam Hargrave），美國男特技演員、武術指導、替身演員和導演。他以與導演羅素兄弟的合作而聞名，其中包括《美國隊長3：英雄內戰》（2016年）及《復仇者聯盟：終局之戰》（2019年）在內的數部漫威電影宇宙電影中擔任武術指導；其他知名作品如《女巫獵人》（2013年）、《戰狼2》（2017年）、《極凍之城》（2017年）和《死侍2》（2018年）。
哈格雷夫和羅素兄弟也共同製作了自己執導的首部長片《驚天營救》，該片於2020年上線Netflix；《驚天營救》受到歡迎後很快地推出了續集《驚天營救2》（2023年）。

## 外部連結
- 山姆·哈格雷夫在互联网电影资料库（IMDb）上的資料（英文）
- 山姆·哈格雷夫的Instagram帳戶